# Randy Cunningham: Băiatul Ninja
Randy Cunningham: Băiatul Ninja (în engleză Randy Cunningham: 9th Grade Ninja) este un serial de televiziune animat creat de Jed Elinoff și Scott Thomas pentru Disney XD. A fost produs de Titmouse, Inc. și Boulder Media Limited pentru centrul de conținut al Disney din Londra. Multe dintre designurile personajelor au fost furnizate de Jhonen Vasquez, creatorul Invader Zim. Primul episod a avut premiera pe Disney XD pe 13 august 2012, iar ultimul episod a avut premiera pe 27 iulie 2015. Regia de dublaj pentru serial a fost realizată de Ginny McSwain. Shaun Cashman a fost regizorul supervizor. 

## Subiect
Un oraș numit Norrisville a fost protejat de un ninja timp de 800 de ani, dar ceea ce localnicii orașului Norrisville nu știu este că un nou ninja este selectat la fiecare patru ani. Randy Cunningham, un adolescent de clasa a IX-a, este următorul ninja. Acum, Randy trebuie să protejeze Norrisville de planurile malefice ale Vrăjitorului, aliatului său Hannibal McFist și asistentului lui Hannibal, Willem Viceroy.

## Personaje

### Principale
- Randall „Randy” Cunningham / Ninja - este un boboc din Liceul Norrisville care a fost ales să fie „Ninja”, un războinic mistic care protejează școala și orașul de orice pericol care amenință siguranța oamenilor. Randy este un tânăr student care se confruntă cu monștri și ciudați pentru a-l ține pe vrăjitorul rău întemnițat.
- Howard Weinerman - este cel mai bun prieten al lui Randy și singurul care îi cunoaște identitatea secretă de Ninja.

### Răufăcători
- Vrăjitorul - este un maestru al artelor întunecate în vârstă de 800 de ani, care este hotărât să-și distrugă dușmanul, Ninja. La începutul secolului al XIII-lea, Vrăjitorul a fost închis într-o groapă care se află acum sub școală. Arma principală a Vrăjitorului este „stank”, o abilitate magică pe care o folosește pentru a transforma temporar oamenii în monștri.
- Hannibal McFist - este proprietarul și CEO-ul al McFist Industries și unul dintre inamicii lui Ninja. McFist are și un braț mecanic cu un creier care îi înlocuiește brațul drept. În timp ce toată lumea din Norrisville îl consideră un om de afaceri binevoitor, el a încheiat în secret o înțelegere pentru a-l ajuta pe Vrăjitor să-l distrugă pe Ninja în schimbul puterii alese de McFist. Când este transformat de Vrăjitor, el devine un monstru mare, asemănător unui crab albastru, cu păr lung, iar creierul său devine o gheară roșie sensibilă.
- Willem Viceroy III (pe scurt Viceroy)  -  este un om de știință care lucrează la McFist Industries și este responsabil pentru toți roboții care îi atacă pe Ninja.
  - Psycho-Bot - este un scorpion robot creat de Viceroy, programat să copieze mișcările lui ninja și emoțiile.
  - Robo-Gorilele - sunt gorile robotizate create de Viceroy care sunt adesea dezlănțuite de Hannibal McFist pentru al ataca pe Ninja.
  - Krackenstein - este un robot Frankenstein cu 6 brațe care încearcă să-l distrugă pe ninja. Este primul robot care apare în serie. Va apărea mai târziu în sezonul 2.